# Чамба (громада)
Ча́мба (англ. Chamba) — традиційна громада у складі дистрикту Мачинга Південного регіону Малаві.
Населення — 33009 осіб (2018).